# Региональный самолёт
Региональный самолёт (англ. regional airliner) — небольшой ближне- и/или среднемагистральный самолёт и/или самолёт местных воздушных линий (для РФ это МВЛ 1), рассчитанный на 20—110 пассажиров, маршруты от точки до точки с дальностью 500—1500 км, обычно в пределах одной страны (в сравнительно малых странах) или региона страны (в крупных странах). Этот класс самолётов обычно используют региональные подразделения крупных (в том числе международных) авиакомпаний, а также для местной перевозки грузов и даже перевозки воинских подразделений. Для реактивных региональных самолётов дальность полёта может составлять от 2000 до 5000 км с количеством пассажиров от 75 до 110, что соответствует преимущественно среднемагистральным самолётам. Для современных турбовинтовых региональных самолётов дальность перелёта как правило составляет 1000—2000 км с количеством пассажиров от 30 до 75, что соответствует ближнемагистральным самолётам.

## История
На раннем этапе истории гражданской авиации бо́льшая часть самолётов совершала короткие перелёты, то есть все пассажирские самолёты фактически были региональными. С увеличением дальности полёта и появлением гидросамолётов самолёты с короткой дальностью полёта стали использоваться для подвоза пассажиров к рейсам дальнемагистральных самолётов в хабы. Многие небольшие региональные авиакомпании были приобретены крупными национальными перевозчиками.
Для того, чтобы авиакомпания работала экономически эффективно, необходимы значительные инвестиции в новую авиатехнику, тогда как для небольших авиакомпаний это было невозможно. Новые модели самолётов разрабатывались медленно, поэтому долгое время региональные авиакомпании пользовались старой авиатехникой, которая высвобождалась после ввода в эксплуатацию новых моделей самолётов с бо́льшей дальностью полёта. В послевоенное время в США наиболее распространённым региональным самолётом был DC-3, в Великобритании — De Havilland Dragon Rapide, которые оставались в эксплуатации долгие годы. Этот процесс продолжился и позднее: с самолётами Convair 440, DC-6 и Vickers Viscount, которые выполняли роль регионального самолёта, когда появились первые реактивные авиалайнеры.

### Турбовинтовые самолёты
В середине 1950-х возникла необходимость в более экономичных моделях региональных авиалайнеров. Это всегда были турбовинтовые самолёты, у которых был не только меньший расход топлива по сравнению с поршневыми самолётами, но и значительно меньшие эксплуатационные расходы. Ранними моделями таких региональных самолётов стали Avro 748, Fokker F27 и Handley Page Dart Herald.
Эти самолёты были настолько удачны, что в течение многих лет не возникало необходимости в новых моделях. Тем не менее были разработаны несколько моделей, рассчитанных на решение специфических задач. Например, Handley Page Jetstream (первый полёт совершил в 1968) был предназначен для меньшего количества пассажиров и намного более высоких скоростей, — он вытеснил меньшие по размеру самолёты вроде Beechcraft Queen Air. В той же нише производился Fairchild/Swearingen Metro (развитие Queen Air).
К 1970-м годам первое поколение региональных самолётов начинало выходить из эксплуатации, одновременно велись работы над созданием новых моделей для этого сегмента экономики. De Havilland Canada начала производить Dash 7 в 1978, но это был в большей мере самолёт с укороченным взлётом и посадкой, нежели региональный самолёт. Требования авиакомпаний всё больше ужесточались и в 1984 De Havilland разработал Dash 8, который был значительно экономичнее, быстрее и тише самолётов предыдущего поколения. Заказов на Dash 8 было настолько много, что мощность завода оказалась недостаточной для удовлетворения спроса.

Успех Dash 8 стимулировал разработку новых моделей региональных самолётов, таких как ATR 42, Saab 340 и Fokker F50. Быстрый рост производства этих самолётов привёл к тому, что старые самолёты конца 1950-х годов производства Fokker, Vickers и других были выведены из эксплуатации. Из-за высокого уровня конкуренции производство многих из этих типов прекратилось. Saab ушёл с рынка гражданской авиации, списав долги, Daimler-Benz Aerospace сделала ставку на Dornier, а British Aerospace прекратил производство BAe Jetstream 41 после 100-го заказа. В 2006 году в производстве оставались только модели ATR 42/72 и Dash 8.
В СССР основным региональным самолётом в послевоенное время был Ил-14, а потом Ан-24, который выпускался с 1962 по 1979 год. До сегодняшнего дня большое их количество эксплуатируется в странах бывшего СССР, в Азии, Африке. Для замены Ан-24 были разработаны Ил-114-100 и Ан-140-100, которые производились в небольших количествах (десятки) по причине общего упадка гражданской авиапромышленности после распада СССР.
В России планируется к массовому производству несколько региональных турбовинтовых самолётов Ил-114-300, ТВРС-44.
Франко-итальянский авиапроизводитель ATR продолжает производить и совершенствовать ATR 42 и ATR 72.
Полностью прекращено производство Ан-140-100 как на Украине, так и в Иране в 2016 по причине полного упадка отрасли на Украине в условиях отсутствия кооперации с РФ.
Продолжают совершенствоваться китайские региональные самолёты на основе Xian MA60: в 2008 закончена разработка MA600, в процессе разработки MA700.

### Реактивные региональные самолёты
Важной причиной спада на рынке региональных турбовинтовых самолётов стало появление региональных реактивных самолётов (региональных «джетов»). Несмотря на то, что значительное число малых реактивных самолётов появились в 1950-е и 60-е (в частности, такие как Sud Aviation Caravelle, Fokker F28 и Як-40), в то время они не выдержали конкуренцию с турбовинтовыми самолётами на региональных линиях из-за низкой топливной эффективности и были рассчитаны скорее на малое число пассажиров, чем на полёты на короткие расстояния. Прогресс в двигателестроении позволил значительно снизить эксплуатационные расходы и преимущество в крейсерской скорости привело к тому, что авиакомпании стали предпочитать реактивные региональные самолёты турбовинтовым.
Первым примером истинного регионального реактивного самолёта стал BAe 146, производства BAE Systems. Однако, подобно Dash 7, прежде всего, BAe 146 было рассчитан на очень узкий рынок, полёты между аэропортами, находящимися в городской черте, где низкая шумность и короткая полоса для взлёта были приоритетны. И также, как для Dash 7, рыночная ниша для этой модели, была довольно маленькой, а четыре двигателя подразумевали более высокие эксплуатационные затраты, чем для двухдвигательных самолётов. В отличие от Dash 7, BAe не стало выпускать двухдвигательный вариант самолёта, предназначенного для той же дальности полёта, но имеющий более низкие эксплуатационные затраты.
Этим воспользовалась Bombardier, создав двухдвигательный Canadair Regional Jet (CRJ), который и стал бестселлером. Дальность CRJ была достаточной, чтобы обслуживать даже маршруты средней дальности, на которых эксплуатировались Boeing 737 и DC-9. CRJ были предназначены для эксплуатации на прямых рейсах между аэропортами (минуя хабы) в результате эффективность hub-and-spoke модели была поставлена под сомнение. Несмотря на лучшую экономичность турбовинтовых самолётов, появившаяся возможность прямых перелётов между небольшими аэропортами снизила потребность в бюджетных региональных самолётах. Несмотря на то, что турбовинтовые самолёты имеют гораздо меньшую шумность на местности, внутри салона они намного более шумные по сравнению с реактивными (сказывалось сравнительное конструктивное несовершенство турбовинтовых самолётов того времени). Пассажиры стали предпочитать реактивные самолёты.
Как и несколькими годами ранее, успех CRJ способствовал разработке конкурирующих моделей. Однако единственным успешным конкурентом стал Embraer ERJ 145, продажи которого быстро росли и который конкурировал с CRJ на большинстве рынков. Bombardier и Embraer участвовали в ряде судебных процессах, касающихся экспортных налогов и субсидий. Успех ERJ привёл к созданию новой серии, Embraer E-Jets, с которой Bombardier уже не смог конкурировать.
Другие конкуренты успеха не добились. Fairchild-Dornier начала производство 328JET, но достаточно большого количества этих самолётов выпущено не было, а сама компания объявила о банкротстве. Банкротство остановило разработку перспективного семейства самолётов Fairchild-Dornier 728, которое привлекло интерес многих авиакомпаний.
Так успех CRJ и ERJ также сыграл определённую роль в падении Fokker, чей — Fokker 100, оказался как бы зажат с двух сторон новыми моделями Boeing 737 и Аэробус A319 со стороны среднемагистральных самолётов и RJ со стороны «регионалов». Bombardier использовала возможность для приобретения активов Fokker. Однако 100-местный рынок уже был близок к насыщению моделями типа A319, и это решение выглядело неразумным в связи с успехом E-Jets.
Ан-148 производился на заводах в Воронеже и Киеве с 2009 года, чуть позже был представлена удлинённая версия Ан-158 с форсированными двигателями (производился только на Украине). В 2015 производство прекратилось в связи с разрывом экономических и производственных цепочек с Россией. Попытка импортозаместить Ан-148\158 и производить на Украине не удалась.
Проекты российских региональных реактивных самолётов были либо не реализованы (Ту-324 \ Ту-414), либо выросли c ближнемагистральных до среднемагистральных самолётов международного авиасообщения, например проект RRJ 95 уже к 2006 году превратился в Sukhoi Superjet 100 с увеличенной пассажировместимостью и дальностью полёта и эксплуатируется с 2011 г.
Китайским региональным реактивным ближне- и среднемагистральным самолётом является COMAC ARJ21, который совершил свой первый полёт в 2008 году, а первый коммерческий рейс совершил в 2016.
Японский проект Mitsubishi Regional Jet был закрыт в конце 2020, заказчики так и не получили самолёты.
Европейский авиаконцерн Airbus и американский Boeing не представлены на рынке региональных самолётов и их клиенты для этих целей используют самолёты дороже и выше классом, самыми дешёвыми и близкими к региональным является A220-100 ($81 млн) с дальностью 4000 с максимальной коммерческой нагрузкой.

### Последние тенденции
В 2005 бум региональных реактивных самолётов неожиданно пошёл на спад, поскольку рост цен на авиатопливо и банкротство авиакомпаний привели к пересмотру маршрутных сетей. Классический 50-местный региональный самолёт с высоким показателем затрат на одно пассажиро-место потерял привлекательность. Кроме того, региональные самолёты стали использоваться на рейсах протяжённостью два часа и более. Это привело к жалобам пассажиров, поскольку уровень комфорта региональных самолётов намного ниже, чем у среднемагистральных лайнеров, которые были ими заменены.
Следует отметить, что модель hub-and-spoke по-прежнему остаётся основной при планировании маршрутной сети. Экономика и мобильность этой модели дают слишком большие преимущества. Так как модель hub-and-spoke всегда поддерживалась низкозатратными региональными самолётами, произошло оживление интереса к турбовинтовым самолётам. Их привлекательность по сравнению с реактивными самолётами повысилась после внедрения активных систем шумопоглощения, которые снизили шум в салоне до уровня, ещё более низкого, чем у региональных «джетов». Bombardier, проигрывающая конкуренцию на рынке реактивных региональных самолётов RJ, использовал возрождение интереса к Dash 8, чтобы вывести на рынок новую модель — Bombardier Q400.
В конце 2005, Bombardier остановила производство CRJ-200, что обозначило конец эры региональных ближнемагистральных реактивных самолётов. Новая тенденция — самолёт больших размеров с лучшей экономикой, такие как 70-местный CRJ-700 Bombardier и 70-110-местным рядом E-Jets. E-Jets занимают специфическую нишу между среднемагистральными и региональными средне- и ближнемагистральными реактивными самолётами, а их уровень комфорта салона сопоставим или превосходит уровень традиционных реактивных самолётов, таких как Boeing 737 и Airbus A320 при увеличении дальности полёта более чем на 2000 миль. Для сравнения, первоначально DC-9 разрабатывался вместимостью около 75 пассажиров.
Региональные самолёты также связывают с увеличением числа и продолжительности задержек рейсов в США. По данным Wall Street Journal, 30 % рейсов в июне 2007 опаздывали в среднем на 62 минуты. Ответственность за задержки возлагают на увеличение количества меньших по вместительности самолётов, которые авиакомпании используют, чтобы заполнить расписание и обеспечить больше рейсов в день. Это привело к списанию 385 больших самолётов и постановке на линии 1029 региональных за период с 2000 до 2006 годы. Негативная сторона этого подхода — то, что аэропорты испытывают недостаток выходов к самолётам, создавая задержки, поскольку самолёты стоят в очереди к этому ограниченному ресурсу.
На 2017 год с 2018 по 2037 год ATR прогнозировал поставки 3020 турбовинтовых самолётов: 630 на 40-60 мест и 2390 на 61-80 мест, что может говорить о тенденции к возврату рынка к более экономичным и небольшим турбовинтовым самолётам, которые по карману небольшим региональным авиакомпаниям и авиакомпаниям из Африки.

## Особенности
Салон в региональных самолётах узкий и тесный, поэтому пассажиры обычно берут минимальную ручную кладь, в то время как в больших лайнерах ручную кладь обычно размещают в нишах над креслами. Часто ручная кладь собирается при посадке пассажиров и размещается в специальном отсеке для ручной клади, а после посадки выдаётся пассажирам. Так как большая часть региональных джетов разрабатывается для маршрутов средней дальности, их использование позволяет открывать новые магистральные маршруты, на которых среднемагистральные самолёты большей вместимости неэффективны. Кроме того тяжёлые формы технического обслуживания региональных «джетов» могут производиться в небольших аэропортах, в то время как большие самолёты должны проходить техническое обслуживание только на специальных ремонтных базах.
Представление, что региональные реактивные самолёты экономичнее традиционных узкофюзеляжных самолётов, в общем неверно: стоимость перевозки на одно пассажиро-место на то же расстояние, как правило, окажется выше. Экономический эффект эксплуатанты региональных реактивных самолётов получают главным образом в связи с тем, что, покупая билет на рейс с пересадкой, пассажиры оплачивают перелёт между конечными точками. Магистральные авиакомпании, заинтересованные в подвозе пассажиров, заключают контракты с региональными авиакомпаниями, выплачивая компенсации, обычно независящие от количества пассажиров или длины перелёта. Полную стоимость билетов получает магистральная компания, региональная компания же получает заранее оговорённые комиссионные. Обычно такие соглашения носят долгосрочный характер (как правило, их срок около 10 лет), что практически мало отличается от владения на правах аренды. Региональная авиакомпания получает гарантированный доход, её задача — управление себестоимостью перевозок, чтобы извлечь свою прибыль. Однако при этом региональные авиалинии являются заложниками качества работы магистральных компаний, и они особенно чувствительны к их банкротствам, сокращению их флотов, росту эксплуатационных расходов и цен на авиатопливо. Флагманские перевозчики не могли нести далее всё увеличивающиеся убытки из-за гарантирования прибыли региональных авиакомпаний, в результате положение региональных значительно ухудшилось и сотни RJ встали на долговременные стоянки. Многие из них более не поднимутся в воздух.
Идея организации прямых перелётов региональными реактивными самолётами в обход хабов не получила достаточного распространения. На январь 2003 года 90 % рейсов региональных «джетов» в США связывали хабы с региональными аэропортами, и этот процент постепенно повышался с 1995 года.

## Сравнение характеристик реактивных региональных самолётов
Источники: Bombardier CRJ 1000, Ан-158, Sukhoi SuperJet 100, COMAC ARJ21, Embraer E-Jet 195 E2, Airbus A220
|                                                                   | Ан-158                                    | SSJ 100-95LR                                 | ARJ21-900ER                           | CRJ 1000                       | E-Jet 195 E2                  | A220-100                      |
| ----------------------------------------------------------------- | ----------------------------------------- | -------------------------------------------- | ------------------------------------- | ------------------------------ | ----------------------------- | ----------------------------- |
| Фото                                                              |                                           |                                              |                                       |                                | E-Jet 190 E2                  |                               |
| Страна                                                            | Украина                                   | Россия                                       | Китай                                 | Канада                         | Бразилия                      | Европейский союз/ Канада      |
| Первый полёт / Первый полёт модификации                           | 2004 / 2010                               | 2008 / 2013                                  | 2008 /                                | 1999 / 2008                    | 2002 / 2016                   | 2013                          |
| Статус                                                            | Эксплуатируется, производство остановлено | Эксплуатируется, будет обновление на SSJ NEW | Эксплуатируется, производится         | Эксплуатируется, производится  | Эксплуатируется, производится | Эксплуатируется, производится |
| Основные размерения                                               |                                           |                                              |                                       |                                |                               |                               |
| Длина, м                                                          | 34,4                                      | 29,94                                        | 36,4                                  | 39,1                           | 41,5                          | 35                            |
| Высота, м                                                         | 8,6                                       | 10,28                                        | 8,4                                   | 7,5                            | 10,9                          | 11,5                          |
| Размах крыла, м                                                   | 28,9                                      | 27,8 (29,7 с ГЗК)                            | 27,3                                  | 26,2                           | 35,1                          | 35,1                          |
| Ширина салона, м                                                  | 3,13                                      | 3,24                                         | 3,1                                   | 2,55                           | 2,74                          | 3,28                          |
| Высота салона, м                                                  | 2,0                                       | 2,12                                         | 2,0                                   | 1,89                           |                               | 2,13                          |
| Ширина прохода, м                                                 |                                           | 0,51                                         | 0,48                                  | 0,4                            |                               |                               |
| Ширина кресла эконом, м                                           |                                           | 0,465                                        | 0,45                                  | 0,44                           | 0,465                         | 0,48                          |
| Шаг кресел экономкласса, м                                        | 0,787                                     | 0,775-0,8                                    |                                       | 0,78                           | 0,75                          | 0,76-0,81                     |
| Шаг кресел бизнес класса, м                                       | 0,863                                     | 0,9                                          |                                       |                                | 0,85 - 0,914                  |                               |
| Масса пустого, т                                                  |                                           | 24,25                                        | 26,77                                 | 23,8                           | 33,3                          |                               |
| Масса снаряжённого, т                                             |                                           |                                              |                                       |                                |                               |                               |
| Нормальная взлётная масса, т                                      | -                                         |                                              |                                       |                                |                               |                               |
| Максимальная взлётная масса, т                                    | 43,7                                      | 49,45                                        | 47,18                                 | 38,99 - 41,64                  | 62                            | 54,93                         |
| Лётно-технические характеристики                                  |                                           |                                              |                                       |                                |                               |                               |
| Экипаж, чел.                                                      | 2 + 2                                     | 2 + 2                                        | 2 + 2(3)                              | 2 + 2                          | 2 + 3                         |                               |
| Пассажировместимость, чел.                                        | 64+12 / 97 / 99                           | 75+12 / 98 / 103                             | 98 / 105                              | 97 / 100 / 104                 | 120 / 132 / 146               | 100 / 120 / 135               |
| Полезная нагрузка, т                                              | 9,8                                       | 12,245                                       | 11,3                                  | 11,97                          | 16,5                          |                               |
| Практическая дальность при максимальной коммерческой загрузке, км | 3100 / - / 2300                           |                                              | 3300                                  | 3050                           | 3055                          | 4000                          |
| Практическая дальность, км                                        | 4230                                      | 4320                                         |                                       |                                | 4630                          | 6390                          |
| Перегоночная дальность, км                                        |                                           |                                              |                                       |                                | 5640                          |                               |
| Практический потолок, м                                           | 11 600                                    | 12 200                                       |                                       | 12 500                         | 12 500                        | 12 500                        |
| Максимальная скорость, км/ч                                       | 870                                       | 981                                          | 870                                   | 870                            | 870                           | 870                           |
| Крейсерская скорость, км/ч                                        | 800                                       | 841                                          |                                       | 830                            | 830                           |                               |
| Длина разбега, м                                                  | 2000                                      | 1940                                         | 1950                                  | 2030                           | 1970 (2560)                   | 1500                          |
| Длина пробега, м                                                  |                                           | 1425                                         |                                       | 1750                           | 1410                          | 1350                          |
| Силовая установка                                                 |                                           |                                              |                                       |                                |                               |                               |
| Количество двигателей                                             | 2                                         | 2                                            | 2                                     | 2                              | 2                             |                               |
| Тип двигателей                                                    | 2хТРДД Д-436-148                          | 2 × SaM146—1S18                              | 2 × General Electric CF34-10          | 2 × General Electric CF34-8С5A | 2 x Pratt & Whitney PW1923G   | 2 x PW1500                    |
| Мощность, л. с.                                                   |                                           |                                              |                                       |                                |                               |                               |
| Тяга, кгс                                                         | 2 х 6830 кгс                              | 2 х 7740 (7900)                              | 2 х 8400                              | 2 x 6200                       | 2 x 10400                     | 2 x 9550                      |
| Тяга на форсаже, кгс                                              |                                           |                                              |                                       |                                |                               |                               |
| Мощность на чрезвычайном режиме, л. с.                            |                                           |                                              |                                       |                                |                               |                               |
| Мощность на крейсерском режиме, л. с.                             |                                           |                                              |                                       |                                |                               |                               |
| Расход топлива на взлётном режиме                                 |                                           |                                              |                                       |                                |                               |                               |
| Расход топлива на крейсерском режиме                              | 1800 кг/ч                                 |                                              |                                       |                                | 1550 кг/ч                     |                               |
| Запас топлива                                                     | 12 050 кг                                 | 12 644 кг                                    |                                       |                                | 13 300 кг                     |                               |
| Стоимость, млн дол. США                                           | 25-30 (2010)                              | 35 (2018)                                    | более 36 (цена базовой модели в 2022) | 49,5 (2017)                    | 35,77 (2017)                  | 81 (2018-2021)                |

## Сравнение характеристик турбовинтовых региональных самолётов
|                                                                   | Ил-114-300         | ТВРС-44 "Ладога"   | Xian MA600                  | ATR 42-600                     | ATR 72-600                                                     | Bombardier Dash(DHC) 8-400Q |
| ----------------------------------------------------------------- | ------------------ | ------------------ | --------------------------- | ------------------------------ | -------------------------------------------------------------- | --------------------------- |
| Фото                                                              |                    |                    |                             |                                |                                                                |                             |
| Страна                                                            | Россия             | Россия             | Китай                       | Франция / Италия               | Франция / Италия                                               | Канада                      |
| Первый полёт / Первый полёт модификации                           | 1990 / 2020 г.     | 2024               | 2000 / 2008                 | 1984 / 2012                    | 1984 / 2012                                                    | 1988 / 1998                 |
| Статус                                                            | Проходит испытания | Проходит испытания | Производится                | Производится                   | Производится                                                   | Производится                |
| Основные размерения                                               |                    |                    |                             |                                |                                                                |                             |
| Длина, м                                                          | 26,9               | 22,83              | 24,71                       | 22,67                          | 27,17                                                          | 32,81                       |
| Высота, м                                                         | 9                  | 8,32               | 8,858                       | 7,59                           |                                                                | 8,3                         |
| Размах крыла, м                                                   | 29,87              | 26                 | 29,2                        | 24,57                          | 27,05                                                          | 28,4                        |
| Ширина салона, м                                                  | 2,28               | 2,6                | 2,7                         | 2,57                           | 2,57                                                           | 2,51                        |
| Высота салона, м                                                  |                    | 1,9                | 1,9                         |                                |                                                                | 1,95                        |
| Ширина прохода, м                                                 |                    |                    | 0,43                        |                                |                                                                | 0,4                         |
| Ширина кресла эконом, м                                           |                    |                    |                             |                                |                                                                | 0,44                        |
| Шаг кресел экономкласса, м                                        |                    |                    |                             |                                | 0,76 - 0,81                                                    | 0,76 - 0,84                 |
| Масса пустого, т                                                  | 15,9               | 12                 | 13,73                       | 11,75                          | 13,6                                                           |                             |
| Масса снаряжённого, т                                             | -                  | -                  | -                           |                                |                                                                | 17,185                      |
| Нормальная взлётная масса, т                                      | -                  | -                  | 21,8                        |                                |                                                                |                             |
| Максимальная взлётная масса, т                                    | 23,5               | 17                 | 21,8                        | 18,6                           | 23                                                             | 29,257                      |
| Лётно-технические характеристики                                  |                    |                    |                             |                                |                                                                |                             |
| Экипаж, чел.                                                      | 2                  | 2                  | 2                           | 2                              | 2                                                              | 2                           |
| Пассажировместимость, чел.                                        | 64 - 68            | 44                 | 60                          | 30-50                          | 44+1400 кг \ 72 \ 78                                           | 70-78                       |
| Грузоподъёмность, т                                               | -                  | 5                  | 5,5                         | 5,25                           | 7,4                                                            | 8,67                        |
| Полезная нагрузка, т                                              | 6,8                | -                  | -                           |                                |                                                                | -                           |
| Практическая дальность при максимальной коммерческой загрузке, км | 2000               | 1200               | 1430                        | 1345                           | 1330 - 1650                                                    |                             |
| Практическая дальность, км                                        |                    | 2200               |                             |                                |                                                                | 2040 / 2500                 |
| Перегоночная дальность, км                                        | 5000               |                    |                             | 2963                           |                                                                |                             |
| Практический потолок, м                                           | 7600               | 7200               | 7600                        | 5485-7600                      |                                                                | 7600-8230                   |
| Максимальная скорость, км/ч                                       | 500                | 480                | 514                         | 535 - 670                      | 500                                                            |                             |
| Крейсерская скорость, км/ч                                        | 450                | 460                | 430                         | 560                            |                                                                | 667                         |
| Длина разбега, м                                                  | 730                |                    | 1000+                       | 1040-1107                      | 1220 - 1315                                                    | 1300-1402                   |
| Длина пробега, м                                                  | 440                |                    | 900+                        | 900 - 1130                     | 915 - 1050                                                     | 1290                        |
| Силовая установка                                                 |                    |                    |                             |                                |                                                                |                             |
| Количество двигателей                                             | 2                  | 2                  | 2                           | 2                              | 2                                                              | 2                           |
| Тип двигателей                                                    | ТВ7-117СТ-01       | ТВ7-117СТ-02       | Pratt Whitney Canada PW127J | Pratt Whitney Canada PW127XT-E | - Pratt Whitney Canada PW127XT-M - Pratt Whitney Canada PW127F | Pratt Whitney Canada PW150A |
| Мощность, л. с.                                                   | 2900\3100 × 2      | 2400\2600 × 2      | 2880 × 2                    | 2400 × 2                       | 2750 × 2                                                       | 5075 × 2                    |
| Тяга, кгс                                                         | 4000               |                    |                             |                                |                                                                |                             |
| Тяга на форсаже, кгс                                              |                    |                    |                             |                                |                                                                |                             |
| Мощность на чрезвычайном режиме, л. с.                            | 3600 × 2           |                    |                             |                                |                                                                |                             |
| Мощность на крейсерском режиме, л. с.                             | 1500-2000 × 2      |                    |                             |                                |                                                                | 4919 × 2                    |
| Расход топлива на взлётном режиме                                 | 0,190 кг/л. с.⋅час |                    |                             |                                |                                                                |                             |
| Расход топлива на крейсерском режиме                              | 0,175 кг/л. с.⋅час |                    |                             |                                |                                                                | 0,263 кг/кВт*ч              |
| Запас топлива, л                                                  | 8780               |                    |                             | 5730                           | 6400                                                           | 6526                        |
| Стоимость, млн дол. США                                           | 19 (2020)          | 12 (2021)          |                             | 15,64 (2017)                   | 21,37 (2017)                                                   | 21,2 (2017)                 |